# Tour de Francia 1977
El 64.º Tour de Francia se disputó entre el 30 de junio y el 24 de julio de 1977 con un recorrido de 4096 km. dividido en un prólogo y 22 etapas de las que la quinta, la séptima, la decimotercera, la decimoquinta y la vigésimo segunda estuvieron divididas en dos sectores. Participaron 10 equipos de 10 corredores de los que ninguno logró finalizar la prueba con todos sus integrantes. El vencedor cubrió la prueba a una velocidad media de 35,419 km/h.
Este Tour sería el último que disputaría Eddy Merckx, que finalizaría la prueba en sexto lugar. Fue además el primero en el que se disputó la clasificación por equipos.

## Etapas
| Etapa    | Fecha  | Recorrido                                    | Distancia (km) | Ganador                   | Líder            |
| -------- | ------ | -------------------------------------------- | -------------- | ------------------------- | ---------------- |
| Prólogo  | 30 jun | Fleurance                                    | 5 (CR)         | Dietrich Thurau           | Dietrich Thurau  |
| 1.ª      | 30 jun | Fleurance-Auch                               | 237            | Pierre-Raymond Villemiane | Dietrich Thurau  |
| 2.ª      | 1 jul  | Auch-Pau                                     | 253            | Dietrich Thurau           | Dietrich Thurau  |
| 3.ª      | 2 jul  | Oloron-Sainte-Marie- Vitoria                 | 248            | José Nazabal              | Dietrich Thurau  |
| 4.ª      | 3 jul  | Vitoria-Seignosse-le-Penon                   | 256            | Regis Delepine            | Dietrich Thurau  |
| 5.ª (1)  | 4 jul  | Morcenx-Burdeos                              | 138.5          | Jacques Esclassan         | Dietrich Thurau  |
| 5.ª (2)  | 4 jul  | Burdeos-Burdeos                              | 30,2 (CR)      | Dietrich Thurau           | Dietrich Thurau  |
| 6.ª      | 5 jul  | Burdeos-Limoges                              | 225.5          | Jan Raas                  | Dietrich Thurau  |
| 7.ª (1)  | 6 jul  | Jaunay-Clan-Angers                           | 139.5          | Patrick Sercu             | Dietrich Thurau  |
| 7.ª (2)  | 7 jul  | Angers-Angers                                | 4 (CRE)        | FIAT                      | Dietrich Thurau  |
| 8.ª      | 8 jul  | Angers-Lorient                               | 246.5          | Giacinto Santambrogio     | Dietrich Thurau  |
| 9.ª      | 9 jul  | Lorient-Rennes                               | 187            | Klaus Peter Thaler        | Dietrich Thurau  |
| 10.ª     | 11 jul | Bagnoles-de-l'Orne-Ruan                      | 174            | Fedor den Hertog          | Dietrich Thurau  |
| 11.ª     | 12ul   | Ruan-Roubaix                                 | 242.5          | Jean-Pierre Danguillaume  | Dietrich Thurau  |
| 12.ª     | 13 jul | Roubaix-Charleroi                            | 192.5          | Patrick Sercu             | Dietrich Thurau  |
| 13.ª (1) | 14 jul | Friburgo de Brisgovia- Friburgo de Brisgovia | 46             | Patrick Sercu             | Dietrich Thurau  |
| 13.ª (2) | 14 jul | Altkirch-Besanzón                            | 159.5          | Jean-Pierre Danguillaume  | Dietrich Thurau  |
| 14.ª     | 15 jul | Besanzón-Thonon-les-Bains                    | 230            | Bernard Quilfen           | Dietrich Thurau  |
| 15.ª (1) | 17 jul | Thonon-les-Bains-Morzine                     | 105            | Paul Wellens              | Dietrich Thurau  |
| 15.ª (2) | 18 jul | Morzine-Avoriaz                              | 14 (CR)        | Lucien Van Impe           | Bernard Thévenet |
| 16.ª     | 18 jul | Morzine-Chamonix                             | 121            | Dietrich Thurau           | Bernard Thévenet |
| 17.ª     | 19 jul | Chamonix-Alpe d'Huez                         | 184,5          | Hennie Kuiper             | Bernard Thévenet |
| 18.ª     | 20 jul | Voiron-Saint-Étienne                         | 199.5          | Sin ganador               | Bernard Thévenet |
| 19.ª     | 21 jul | Saint-Trivier-sur-Moignans-Dijon             | 171.5          | Gerrie Knetemann          | Bernard Thévenet |
| 20.ª     | 22 jul | Dijon-Dijon                                  | 50 (CR)        | Bernard Thévenet          | Bernard Thévenet |
| 21.ª     | 23 jul | Montereau-Versalles                          | 141.5          | Gerrie Knetemann          | Bernard Thévenet |
| 22.ª (1) | 24 jul | París-París                                  | 6 (CR)         | Dietrich Thurau           | Bernard Thévenet |
| 22.ª (2) | 24 jul | París-París                                  | 91             | Alain Meslet              | Bernard Thévenet |

CR = Contrarreloj individual
CRE = Contrarreloj por equipos

## Clasificación general
| Clasificación general |                  |                       |                   |
| Ciclista              | Ciclista         | Equipo                | Tiempo            |
| --------------------- | ---------------- | --------------------- | ----------------- |
| 1.º                   | Bernard Thévenet | Peugeot-Esso-Michelin | 115 h 38 min 30 s |
| 2.º                   | Hennie Kuiper    | TI-Raleigh            | + 48 s            |
| 3.º                   | Lucien Van Impe  | Lejeune-BP            | + 3 min 32 s      |
| 4.º                   | Francisco Galdós | Kas-Campagnolo        | + 7 min 45 s      |
| 5.º                   | Dietrich Thurau  | TI-Raleigh            | + 12 min 24 s     |
| 6.º                   | Eddy Merckx      | Fiat France           | + 12 min 38 s     |
| 7.º                   | Michel Laurent   | Peugeot-Esso-Michelin | + 17 min 42 s     |
| 8.º                   | Joop Zoetemelk   | Miko-Mercier-Vivagel  | + 19 min 22 s     |
| 9.º                   | Raymond Delisle  | Miko-Mercier-Vivagel  | + 21 min 32 s     |
| 10.º                  | Alain Meslet     | Gitane-Campagnolo     | + 27 min 31 s     |